# Марена (рід риб)
Марена, також Вусач, Барбус (Barbus) — рід риб родини коропових. Рід включає понад 40 видів. У водоймах України зустрічається марена дніпровська (Barbus borysthenicus  (Dybowski, 1862)), марена дунайсько-дністровська (Barbus petenyi  Heckel, 1852), марена звичайна (Barbus barbus  (Linnaeus, 1758)), марена Валецького (Barbus waleckii  Rolik, 1970).
Раніше рід об'єднував значно більшу кількість видів. Велика кількість їх була віднесена до інших родів: Acrossocheilus, Folifer, Onychostoma (підродина Acrossocheilinae), Spinibarbus (підродина Spinibarbinae), Cyprinion, Luciobarbus (підродина Barbinae), Amblyrhynchichthys, Balantiocheilos, Barbonymus, Cyclocheilichthys, Cyclocheilos, Discherodontus, Hypsibarbus, Mystacoleucus, Poropuntius, Rohteichthys (підродина Cyprininae), Barbichthys, Epalzeorhynchos, Tariqilabeo (підродина Labeoninae), Amatolacypris, Barbodes, Chagunius, Cheilobarbus, Clypeobarbus, Desmopuntius, Eechathalakenda, Enteromius, Hampala, Hypselobarbus, Namaquacypris, Pethia, Prolabeops, Pseudobarbus, Puntigrus, Puntius, Sedercypris, Striuntius, Systomus (підродина Smiliogastrinae), Percocypris (підродина Schizothoracinae), Arabibarbus, Atlantor, Carasobarbus, Hypselobarbus, Labeobarbus, Naziritor, Neolissochilus, Osteochilichthys, Tor (підродина Torinae), Hemibarbus (родина Gobionidae). Серед цих «виключених» видів, особливо зі складу підродини Smiliogastrinae, багато популярних акваріумних риб. Їх і досі традиційно називають барбусами.

## Види

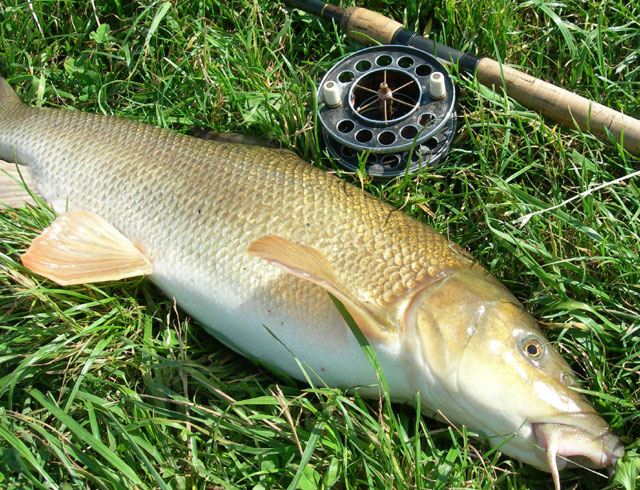
Марена дніпровська

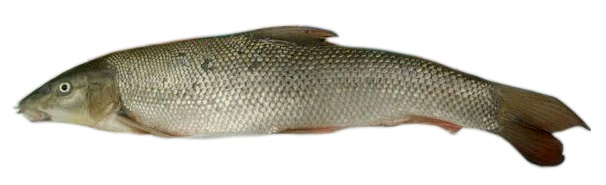
Марена звичайна

Склад роду станом на серпень 2024 року:
- Barbus anatolicus Turan, Kaya, Geiger & Freyhof, 2018 — Туреччина. Середовище: прісна вода.
- Barbus balcanicus Kotlík, Tsigenopoulos, Ráb & Berrebi, 2002 — Південно-східна Європа: Італія, Словенія, Греція та Македонія. Середовище: прісна вода.
- Barbus barbus (Linnaeus, 1758) — Поширений у Європі. Середовище: прісна й солонувата вода.
- Barbus bergi Chichkoff, 1935 — західна частина басейну Чорного моря: Болгарія та Туреччина. Середовище: прісна вода.
- Barbus biharicus Antal, László & Kotlík, 2016 — Басейн річки Тиса в Румунії та Угорщині. Середовище: прісна вода.
- Barbus borysthenicus (Dybowski, 1862) — Україна. Середовище: прісна вода.
- Barbus caninus Bonaparte, 1839 — Північна Італія та Швейцарія. Середовище: прісна вода.
- Barbus carottae (Bianco, 1998) — Греція. Середовище: прісна вода.
- Barbus carpathicus Kotlík, Tsigenopoulos, Ráb & Berrebi, 2002 — Східна Європа. Середовище: прісна вода.
- Barbus ciscaucasicus Kessler, 1877 — Басейн Каспійського моря. Середовище: прісна вода.
- Barbus cyclolepis Heckel, 1837 — Східна Європа: басейни Егейського та Чорного морів. Середовище: прісна вода.
- Barbus cyri De Filippi, 1865 — Басейн південної частини Каспійського моря. Середовище: прісна вода.
- Barbus ercisianus Karaman, 1971 — Туреччина. Середовище: прісна й солонувата вода.
- Barbus escherichii Steindachner, 1897 — Туреччина. Середовище: прісна вода.
- Barbus euboicus Stephanidis, 1950 — о-в Евія, Греція. Середовище: прісна вода.
- Barbus fucini Costa, 1853 — Південна Італія. Середовище: прісна вода.
- Barbus haasi Mertens, 1925 — Середземноморський вододіл Іспанії. Середовище: прісна вода.
- Barbus ida Güçlü, Kalayci, Özuluğ, Küçük & Turan, 2021 — західна Туреччина. Середовище: прісна вода.
- Barbus karunensis Khaefi, Esmaeili, Geiger & Eagderi, 2017 — басейн річки Карун (Іран). Середовище: прісна вода.
- Barbus kubanicus Berg, 1912 — басейн р. Кубань і Азовське море, Росія. Середовище: прісна вода.
- Barbus lacerta Heckel, 1843 — Сирія та Туреччина. Середовище: прісна вода.
- Barbus macedonicus Karaman, 1928 — Греція та Македонія. Середовище: прісна вода.
- Barbus meridionalis Risso, 1827 — Водойми північного узбережжя Середземного моря, південь Європи. Середовище: прісна вода.
- Barbus miliaris De Filippi, 1863 — Іран. Середовище: прісна вода.
- Barbus niluferensis Turan, Kottelat & Ekmekçi, 2009 — Туреччина. Середовище: прісна вода.
- Barbus oligolepis Battalgil, 1941 — Річки, що впадають у південну частину Мармурового моря, Туреччина. Середовище: прісна вода.
- Barbus oscensis Rossi & Plazzi, 2023 — Італія. Середовище: прісна вода.
- Barbus peloponnesius Valenciennes, 1842 — Греція. Середовище: прісна вода.
- Barbus pergamonensis Karaman, 1971 — Греція і Туреччина. Середовище: прісна вода.
- Barbus petenyi Heckel, 1852 — Україна, Румунія, Болгарія. Середовище: прісна вода.
- Barbus plebejus Bonaparte, 1839 — Басейн Адріатики, Італія. Середовище: прісна вода.
- Barbus prespensis Karaman, 1924 — Басейн оз. Преспа: Греція, Албанія та Македонія. Середовище: прісна вода.
- Barbus rebeli Koller, 1926 — Басейн Адріатики: Чорногорія, Албанія, Македонія та Греція. Середовище: прісна вода.
- Barbus rionicus Kamensky, 1899 — Західний Кавказ (Грузія, частково Росія). Середовище: прісна вода.
- Barbus samniticus Lorenzoni, Carosi, Quadroni, De Santis, Vanetti, Delmastro & Zaccara, 2021 — Південна Італія. Середовище: прісна вода.
- Barbus sperchiensis Stephanidis, 1950 — Греція. Середовище: прісна вода.
- Barbus strumicae Karaman, 1955 — Aegean Sea basin: Греція, Македонія та Болгарія. Середовище: прісна вода.
- Barbus tauricus Kessler, 1877 — Басейни Чорного та Азовського морів. Середовище: прісна вода.
- Barbus thessalus Stephanidis, 1971 — Фесалія, Греція. Середовище: прісна вода.
- Barbus tyberinus Bonaparte, 1839 — Італія. Середовище: прісна вода.
- Barbus waleckii Rolik, 1970 — Польща та Україна. Середовище: прісна вода.
- Barbus xanthos Güçlü, Kalayci, Küçük & Turan, 2020 — Туреччина. Середовище: прісна вода.

Види, які зараховувались до роду Barbus станом на травень 2012 року, а згодом були віднесені до інших родів:
- Amatolacypris trevelyani (Günther, 1877) — Південна Африка. Середовище: прісна вода. Раніше Barbus trevelyani.
- Arabibarbus arabicus (Trewavas, 1941) — Аравійський півострів. Середовище: прісна вода. Раніше Barbus arabicus.
- Arabibarbus grypus (Heckel, 1843) — Західна Азія: Системи річок Євфрат і Тигр. Середовище: прісна вода. Раніше Barbus grypus.
- Atlantor reinii (Günther, 1874) — Марокко. Середовище: прісна вода. Раніше Barbus reinii.
- Carasobarbus fritschii (Günther, 1874) —; Марокко. Середовище: прісна вода. Раніше Barbus fritschii.
- Carasobarbus harterti (Günther, 1901) — Марокко. Середовище: прісна вода. Раніше Barbus harterti.
- Carasobarbus moulouyensis (Pellegrin, 1924) — Північно-західна Африка. Середовище: прісна вода. Раніше Barbus moulouyensis.
- Carasobarbus sublimus (Coad & Najafpour, 1997) — Іран. Середовище: прісна вода. Раніше Barbus sublimus.

- Cheilobarbus serra (Peters, 1864) — Південно-західна Африка: Ангола. Середовище: прісна вода. Раніше Barbus serra.

- Enteromius ablabes (Bleeker, 1863) — Західно-центральна Африка. Середовище: прісна вода. Раніше Barbus ablabes.
- Enteromius aboinensis Boulenger, 1911 — Західно-центральна Африка. Середовище: прісна вода, раніше Barbus aboinensis.
- Enteromius afrohamiltoni (Crass, 1960) — Південна Африка. Середовище: прісна вода. Раніше Barbus afrohamiltoni.
- Enteromius afrovernayi (Nichols & Boulton, 1927) — Південна та центральна Африка. Середовище: прісна вода. Раніше Barbus afrovernayi.
- Enteromius aliciae (Bigorne & Lévêque, 1993) — Ліберія та Гвінея. Середовище: прісна вода. Раніше Barbus aliciae.
- Enteromius aloyi (Roman, 1971) — Західно-центральна Африка: Екваторіальна Гвінея. Середовище: прісна вода. Раніше Barbus aloyi.
- Enteromius amanpoae (Lambert, 1961) — Центральна Африка. Середовище: прісна вода. Раніше Barbus amanpoae.
- Enteromius amatolicus (Skelton, 1990) — Південна Африка. Середовище: прісна вода. Раніше Barbus amatolicus.
- Enteromius anema (Boulenger, 1903) — Західна Африка. Середовище: прісна вода. Раніше Barbus anema.
- Enteromius annectens (Gilchrist & Thompson, 1917) — Південно-східна Африка Африка. Середовище: прісна вода. Раніше Barbus annectens.
- Enteromius anniae (Lévêque, 1983) — Західна Африка. Середовище: прісна вода. Раніше Barbus anniae.
- Enteromius anoplus (Weber, 1897) — Південна Африка. Середовище: прісна й солонувата вода. Раніше Barbus anoplus.
- Enteromius ansorgii (Boulenger, 1904) — Південна Африка. Середовище: прісна вода. Раніше Barbus ansorgii.
- Enteromius apleurogramma (Boulenger, 1911) — Східна Африка. Середовище: прісна вода. Раніше Barbus apleurogramma.
- Enteromius arambourgi (Pellegrin, 1935) — Ефіопія. Середовище: прісна вода. Раніше Barbus arambourgi.
- Enteromius arcislongae (Keilhack, 1908) — оз. Малаві. Середовище: прісна й солонувата вода. Раніше Barbus arcislongae.
- Enteromius argenteus (Günther, 1868) — Південно-східна Африка Африка. Середовище: прісна вода. Раніше Barbus argenteus.
- Enteromius aspilus (Boulenger, 1907) — Західно-центральна Африка: Камерун. Середовище: прісна вода. Раніше Barbus aspilus.
- Enteromius atakorensis (Daget, 1957) — Західна Африка. Середовище: прісна вода. Раніше Barbus atakorensis.
- Enteromius atkinsoni (Bailey, 1969) — Східна Африка. Середовище: прісна вода. Раніше Barbus atkinsoni.
- Enteromius atromaculatus (Nichols & Griscom, 1917) — Західна та Центральна Африка. Середовище: прісна вода. Раніше Barbus atromaculatus.
- Enteromius bagbwensis (Norman, 1932) — Сьєрра-Леоне. Середовище: прісна вода. Раніше Barbus bagbwensis, раніше Barbus atromaculatus.
- Enteromius barnardi (Jubb, 1965) — Південна Африка. Середовище: прісна вода. Раніше Barbus barnardi.
- Enteromius barotseensis (Pellegrin, 1920) — Південна Африка. Середовище: прісна вода. Раніше Barbus barotseensis.
- Enteromius baudoni (Boulenger, 1918) — Західна Африка. Середовище: прісна вода. Раніше Barbus baudoni.
- Enteromius bawkuensis (Hopson, 1965) — Західна Африка. Середовище: прісна вода. Раніше Barbus bawkuensis.
- Enteromius bifrenatus (Fowler, 1935) — Південна Африка. Середовище: прісна вода. Раніше Barbus bifrenatus.
- Enteromius bigornei (Lévêque, Teugels & Thys van den Audenaerde, 1988) — Західна Африка. Середовище: прісна вода. Раніше Barbus bigornei.
- Enteromius boboi (Schultz, 1942) — Західна Африка. Середовище: прісна вода. Раніше Barbus boboi.
- Enteromius bourdariei (Pellegrin, 1928) — Західно-центральна Африка: Камерун. Середовище: прісна вода. Раніше Barbus bourdariei.
- Enteromius brachygramma (Boulenger, 1915) — Центральна Африка. Середовище: прісна вода. Раніше Barbus brachygramma.
- Enteromius brazzai (Pellegrin, 1901) — Західно-центральна Африка. Середовище: прісна вода. Раніше Barbus brazzai.
- Enteromius breviceps (Trewavas, 1936) — Південна Африка: Ангола. Середовище: прісна вода. Раніше Barbus breviceps.
- Enteromius brevidorsalis (Boulenger, 1915) — Центральна Африка. Середовище: прісна вода. Раніше Barbus brevidorsalis.
- Enteromius brevilateralis (Poll, 1967) — Ангола. Середовище: прісна вода. Раніше Barbus brevilateralis.
- Enteromius brevipinnis (Jubb, 1966) — Південно-східна Південна Африка. Середовище: прісна вода. Раніше Barbus brevipinnis.
- Enteromius brichardi (Poll & Lambert, 1959) — Західно-центральна Африка. Середовище: прісна вода. Раніше Barbus brichardi.
- Enteromius cadenati (Daget, 1962) — Гвінея. Середовище: прісна вода. Раніше Barbus cadenati.
- Enteromius callipterus (Boulenger, 1907) — Західно-центральна Африка. Середовище: прісна вода. Раніше Barbus callipterus.
- Enteromius camptacanthus (Bleeker, 1863) — Західно-центральна Африка. Середовище: прісна вода. Раніше Barbus camptacanthus.
- Enteromius candens (Nichols & Griscom, 1917) — Центральна Африка. Середовище: прісна вода. Раніше Barbus candens.
- Enteromius carcharhinoides (Stiassny, 1991) — Ліберія. Середовище: прісна вода. Раніше Barbus carcharhinoides.
- Enteromius carens (Boulenger, 1912) — Західно-центральна Африка. Середовище: прісна вода. Раніше Barbus carens.
- Enteromius castrasibutum (Fowler, 1936) — Центральна Африка. Середовище: прісна вода. Раніше Barbus castrasibutum.
- Enteromius catenarius (Poll & Lambert, 1959) — Західно-центральна Африка: Республіка Конго. Середовище: прісна вода. Раніше Barbus catenarius.
- Enteromius caudosignatus (Poll, 1967) — Ангола. Середовище: прісна вода. Раніше Barbus caudosignatus.
- Enteromius chicapaensis (Poll, 1967) — Ангола. Середовище: прісна вода. Раніше Barbus chicapaensis.
- Enteromius chiumbeensis (Pellegrin, 1936) — Центральна Африка. Середовище: прісна вода. Раніше Barbus chiumbeensis.
- Enteromius chlorotaenia (Boulenger, 1911) — Західно-центральна Африка. Середовище: прісна вода. Раніше Barbus chlorotaenia.
- Enteromius choloensis (Norman, 1925) — Малаві, Східна Африка. Середовище: прісна вода. Раніше Barbus choloensis.
- Enteromius citrinus (Boulenger, 1920) — Центральна Африка. Середовище: прісна вода. Раніше Barbus citrinus.
- Enteromius clauseni (Thys van den Audenaerde, 1976) — Нігерія. Середовище: прісна вода. Раніше Barbus clauseni.
- Enteromius collarti (Poll, 1945) — Західно-центральна Африка: Демократична Республіка Конго. Середовище: прісна вода. Раніше Barbus collarti.
- Enteromius condei (Mahnert & Géry, 1982) — Західно-центральна Африка: Габон. Середовище: прісна вода. Раніше Barbus condei.
- Enteromius deguidei (Matthes, 1964) — Центральна Африка. Середовище: прісна вода. Раніше Barbus deguidei.
- Enteromius deserti (Pellegrin, 1909) — Північна Африка. Середовище: прісна вода. Раніше Barbus deserti.
- Enteromius dialonensis (Daget, 1962) — Західна Африка. Середовище: прісна вода. Раніше Barbus dialonensis.
- Enteromius diamouanganai (Teugels & Mamonekene, 1992) — Західно-центральна Африка. Середовище: прісна вода. Раніше Barbus diamouanganai.
- Enteromius ditinensis (Daget, 1962) — Західна Африка. Середовище: прісна вода. Раніше Barbus ditinensis.
- Enteromius dorsolineatus (Trewavas, 1936) — Південно-західна Африка: Ангола. Середовище: прісна вода. Раніше Barbus dorsolineatus.
- Enteromius eburneensis (Poll, 1941) — Західна Африка. Середовище: прісна вода. Раніше Barbus eburneensis.
- Enteromius erythrozonus (Poll & Lambert, 1959) — Центральна Африка. Середовище: прісна вода. Раніше Barbus erythrozonus.
- Enteromius eutaenia (Boulenger, 1904) — Африка. Середовище: прісна вода. Раніше Barbus eutaenia.
- Enteromius evansi (Fowler, 1930) — Ангола. Середовище: прісна вода. Раніше Barbus evansi.
- Enteromius fasciolatus (Günther, 1868) — Південна Африка. Середовище: прісна вода. Раніше Barbus fasciolatus.
- Enteromius foutensis (Lévêque, Teugels & Thys van den Audenaerde, 1988) — Західна Африка. Середовище: прісна вода. Раніше Barbus foutensis.
- Enteromius greenwoodi (Poll, 1967) — Ангола. Середовище: прісна вода. Раніше Barbus greenwoodi.
- Enteromius guildi (Loiselle, 1973) — Західна Африка. Середовище: прісна вода. Раніше Barbus guildi.
- Enteromius guineensis (Pellegrin, 1913) — Гвінея. Середовище: прісна вода. Раніше Barbus guineensis.
- Enteromius guirali (Thominot, 1886) — Західно-центральна Африка. Середовище: прісна вода. Раніше Barbus guirali.
- Enteromius gurneyi (Günther, 1868) — Південна Африка. Середовище: прісна вода. Раніше Barbus gurneyi.
- Enteromius haasianus (David, 1936) — Південна Африка. Середовище: прісна вода. Раніше Barbus haasianus.
- Enteromius holotaenia (Boulenger, 1904) — Африка. Середовище: прісна вода. Раніше Barbus holotaenia.
- Enteromius huguenyi (Bigorne & Lévêque, 1993) — Гвінея та Ліберія. Середовище: прісна вода. Раніше Barbus huguenyi.
- Enteromius hulstaerti (Poll, 1945) — Центральна Африка. Середовище: прісна вода. Раніше Barbus hulstaerti.
- Enteromius humeralis (Boulenger, 1902) — Центральна Африка. Середовище: прісна вода. Раніше Barbus humeralis.
- Enteromius humilis (Boulenger, 1902) — оз. Тана, Ефіопія. Середовище: прісна вода. Раніше Barbus humilis.
- Enteromius inaequalis (Lévêque, Teugels & Thys van den Audenaerde, 1988) — Західна Африка. Середовище: прісна вода. Раніше Barbus inaequalis.
- Enteromius innocens (Pfeffer, 1896) — Східна Африка. Середовище: прісна вода. Раніше Barbus innocens.
- Enteromius jacksoni (Günther, 1889) — Східна Африка. Середовище: прісна вода. Раніше Barbus jacksoni.
- Enteromius jae (Boulenger, 1903) — Західно-центральна Африка. Середовище: прісна вода. Раніше Barbus jae.
- Enteromius janssensi (Poll, 1976) — Центральна Африка. Середовище: прісна вода. Раніше Barbus janssensi.
- Enteromius kamolondoensis (Poll, 1938) — Центральна Африка. Середовище: прісна вода. Раніше Barbus kamolondoensis.
- Enteromius kerstenii (Peters, 1868) — Африка. Середовище: прісна вода. Раніше Barbus kerstenii.
- Enteromius kessleri (Steindachner, 1866) — Ангола. Середовище: прісна вода. Раніше Barbus kessleri.
- Enteromius kissiensis (Daget, 1954) — Африка. Середовище: прісна вода. Раніше Barbus kissiensis.
- Enteromius kuiluensis (Pellegrin, 1930) — Західно-центральна Африка: Габон. Середовище: прісна вода. Раніше Barbus kuiluensis.
- Enteromius lamani (Lönnberg & Rendahl, 1920) — Демократична Республіка Конго. Середовище: прісна вода. Раніше Barbus lamani.
- Enteromius laticeps (Pfeffer, 1889) — Танзанія. Середовище: прісна вода. Раніше Barbus laticeps.
- Enteromius lauzannei (Lévêque & Paugy, 1982) — Західна Африка. Середовище: прісна вода. Раніше Barbus lauzannei.
- Enteromius leonensis (Boulenger, 1915) — Африка. Середовище: прісна вода. Раніше Barbus leonensis.
- Enteromius liberiensis (Steindachner, 1894) — Західна Африка. Середовище: прісна вода. Раніше Barbus liberiensis.
- Enteromius lineomaculatus (Boulenger, 1903) — Африка. Середовище: прісна вода. Раніше Barbus lineomaculatus.
- Enteromius lornae (Ricardo-Bertram, 1943) — Африка. Середовище: прісна вода. Раніше Barbus lornae.
- Enteromius loveridgii (Boulenger, 1916) — Східна Африка: Басейн оз. Вікторія, Кенія. Середовище: прісна вода. Раніше Barbus loveridgii.
- Enteromius lufukiensis (Boulenger, 1917) — Східна Африка. Середовище: прісна вода. Раніше Barbus lufukiensis.
- Enteromius luikae (Ricardo, 1939) — Східна Африка. Середовище: прісна вода. Раніше Barbus luikae.
- Enteromius lujae (Boulenger, 1913) — Центральна Африка. Середовище: прісна вода. Раніше Barbus lujae.
- Enteromius lukindae (Boulenger, 1915) — Центральна Африка. Середовище: прісна вода. Раніше Barbus lukindae.
- Enteromius lukusiensis (David & Poll, 1937) — Центральна Африка. Середовище: прісна вода. Раніше Barbus lukusiensis.
- Enteromius luluae (Fowler, 1930) — Центральна Африка. Середовище: прісна вода. Раніше Barbus luluae.
- Enteromius machadoi (Poll, 1967) — Африка. Середовище: прісна вода. Раніше Barbus machadoi.
- Enteromius macinensis (Daget, 1954) — Африка. Середовище: прісна вода. Раніше Barbus macinensis.
- Enteromius macrops (Boulenger, 1911) — Західна Африка. Середовище: прісна вода. Раніше Barbus macrops.
- Enteromius macrotaenia (Worthington, 1933) — Східна Африка. Середовище: прісна вода. Раніше Barbus macrotaenia.
- Enteromius magdalenae (Boulenger, 1906) — Східна Африка: Басейн оз. Вікторія. Середовище: прісна вода. Раніше Barbus magdalenae.
- Enteromius manicensis (Pellegrin, 1919) — Південно-східна Африка Африка. Середовище: прісна вода. Раніше Barbus manicensis.
- Enteromius marmoratus (David & Poll, 1937) — Центральна Африка. Середовище: прісна вода. Раніше Barbus marmoratus.
- Enteromius martorelli (Roman, 1971) — Західно-центральна Африка. Середовище: прісна вода. Раніше Barbus martorelli.
- Enteromius matthesi (Poll & Gosse, 1963) — Центральна Африка. Середовище: прісна вода. Раніше Barbus matthesi.
- Enteromius mattozi (Guimarães, 1884) — Південна Африка. Середовище: прісна вода. Раніше Barbus mattozi.
- Enteromius mediosquamatus (Poll, 1967) — Ангола. Середовище: прісна вода. Раніше Barbus mediosquamatus.
- Enteromius melanotaenia (Stiassny, 1991) — Ліберія, Західна Африка. Середовище: прісна вода. Раніше Barbus melanotaenia.
- Enteromius mimus (Boulenger, 1912) — Східна Африка: Кенія. Середовище: прісна вода. Раніше Barbus mimus.
- Enteromius miolepis (Boulenger, 1902) — Південно-центральна Африка. Середовище: прісна вода. Раніше Barbus miolepis.
- Enteromius mocoensis (Trewavas, 1936) — Ангола. Середовище: прісна вода. Раніше Barbus mocoensis.
- Enteromius mohasicus (Pappenheim, 1914) — Африка. Середовище: прісна вода. Раніше Barbus mohasicus.
- Enteromius motebensis (Steindachner, 1894) — Південна Африка. Середовище: прісна вода. Раніше Barbus motebensis.
- Enteromius multilineatus (Worthington, 1933) — Південна Африка. Середовище: прісна вода. Раніше Barbus multilineatus.
- Enteromius musumbi (Boulenger, 1910) — Ангола. Середовище: прісна вода. Раніше Barbus musumbi.
- Enteromius neefi (Greenwood, 1962) — Південна Африка. Середовище: прісна вода. Раніше Barbus neefi.
- Enteromius neumayeri (Fischer, 1884) — Східна Африка. Середовище: прісна вода. Раніше Barbus neumayeri.
- Enteromius nigeriensis (Boulenger, 1903) — Африка. Середовище: прісна вода. Раніше Barbus nigeriensis.
- Enteromius nigrifilis (Nichols, 1928) — Демократична Республіка Конго. Середовище: прісна вода. Раніше Barbus nigrifilis.
- Enteromius nigroluteus (Pellegrin, 1930) — Південно-західна Африка: Республіка Конго. Середовище: прісна вода. Раніше Barbus nigroluteus.
- Enteromius niokoloensis (Daget, 1959) — Західна Африка. Середовище: прісна вода. Раніше Barbus niokoloensis.
- Enteromius nounensis (Van den Bergh & Teugels, 1998) — Західно-центральна Африка: Камерун. Середовище: прісна вода. Раніше Barbus nounensis.
- Enteromius nyanzae (Whitehead, 1960) — Східна Африка: Басейн оз. Вікторія. Середовище: прісна вода. Раніше Barbus nyanzae.
- Enteromius okae (Fowler, 1949) — Центральна Африка. Середовище: прісна вода. Раніше Barbus okae.
- Enteromius oligogrammus (David, 1937) — Східна Африка. Середовище: прісна вода. Раніше Barbus oligogrammus.
- Enteromius olivaceus (Seegers, 1996) — Танзанія. Середовище: прісна вода. Раніше Barbus olivaceus.
- Enteromius owenae (Ricardo-Bertram, 1943) — Замбія. Середовище: прісна вода. Раніше Barbus owenae.
- Enteromius pallidus (Smith, 1841) — Південна Африка. Середовище: прісна вода. Раніше Barbus pallidus.
- Enteromius paludinosus (Peters, 1852) — Африка. Середовище: прісна вода. Раніше Barbus paludinosus.
- Enteromius papilio (Banister & Bailey, 1979) — Центральна Африка. Середовище: прісна вода. Раніше Barbus papilio.
- Enteromius parablabes (Daget, 1957) — Західна Африка. Середовище: прісна вода. Раніше Barbus parablabes.
- Enteromius parajae (Van den Bergh & Teugels, 1998) — Західно-центральна Африка: Камерун. Середовище: прісна вода. Раніше Barbus parajae.
- Enteromius pellegrini (Poll, 1939) — Східна Африка. Середовище: прісна вода. Раніше Barbus pellegrini.
- Enteromius perince (Rüppell, 1835) — Африка. Середовище: прісна вода. Раніше Barbus perince.
- Enteromius petchkovskyi (Poll, 1967) — Ангола. Середовище: прісна вода. Раніше Barbus petchkovskyi.
- Enteromius pleurogramma (Boulenger, 1902) — оз. Тана, Ефіопія. Середовище: прісна вода. Раніше Barbus pleurogramma.
- Enteromius pobeguini (Pellegrin, 1911) — Західна Африка. Середовище: прісна вода. Раніше Barbus pobeguini.
- Enteromius poechii (Steindachner, 1911) — Південна Африка. Середовище: прісна вода. Раніше Barbus poechii.
- Enteromius potamogalis (Cope, 1867) — Басейн р. Муні, Республіка Екваторіальна Гвінея. Середовище: прісна вода. Раніше Barbus potamogalis.
- Enteromius prionacanthus (Mahnert & Géry, 1982) — Західна Африка. Середовище: прісна вода. Раніше Barbus prionacanthus.
- Enteromius profundus (Greenwood, 1970) — Східна Африка: оз. Вікторія. Середовище: прісна вода. Раніше Barbus profundus.
- Enteromius pseudotoppini (Seegers, 1996) — Танзанія. Середовище: прісна вода. Раніше Barbus pseudotoppini.
- Enteromius pumilus (Boulenger, 1901) — Африка. Середовище: прісна вода. Раніше Barbus pumilus.
- Enteromius punctitaeniatus (Daget, 1954) — Африка. Середовище: прісна вода. Раніше Barbus punctitaeniatus.
- Enteromius pygmaeus (Poll & Gosse, 1963) — Центральна Африка. Середовище: прісна вода. Раніше Barbus pygmaeus.
- Enteromius quadrilineatus (David, 1937) — Burundi. Середовище: прісна вода. Раніше Barbus quadrilineatus.
- Enteromius quadripunctatus (Pfeffer, 1896) — Східна Африка. Середовище: прісна вода. Раніше Barbus quadripunctatus.
- Enteromius radiatus (Peters, 1853) — South-Центральна Африка. Середовище: прісна вода. Раніше Barbus radiatus.
- Enteromius raimbaulti (Daget, 1962) — Західна Африка. Середовище: прісна вода. Раніше Barbus raimbaulti.
- Enteromius rohani (Pellegrin, 1921) — Південна Африка. Середовище: прісна вода. Раніше Barbus rohani.
- Enteromius roussellei (Ladiges & Voelker, 1961) — Ангола. Середовище: прісна вода. Раніше Barbus roussellei.
- Enteromius rouxi (Daget, 1961) — Western Центральна Африка. Середовище: прісна вода. Раніше Barbus rouxi.
- Enteromius rubrostigma (Poll & Lambert, 1964) — Західна Африка: Габон у Республіці Конго. Середовище: прісна вода. Раніше Barbus rubrostigma.
- Enteromius salessei (Pellegrin, 1908) — Західна Африка. Середовище: прісна вода. Раніше Barbus salessei.
- Enteromius sensitivus (Roberts, 2010) — Sanaga River, Камерун. Середовище: прісна вода. Раніше Barbus sensitivus.
- Enteromius serengetiensis (Farm, 2000) — Східна Африка. Середовище: прісна вода. Раніше Barbus serengetiensis.
- Enteromius sexradiatus (Boulenger, 1911) — Східна Африка: дренажна система оз. Вікторія. Середовище: прісна вода. Раніше Barbus sexradiatus.
- Enteromius seymouri (Tweddle & Skelton, 2008) — система Південної Рукуру, Малаві. Середовище: прісна вода. Раніше Barbus seymouri.
- Enteromius stanleyi (Poll & Gosse, 1974) — Центральна Африка. Середовище: прісна вода. Раніше Barbus stanleyi.
- Enteromius stauchi (Daget, 1967) — Західна Африка. Середовище: прісна вода. Раніше Barbus stauchi.
- Enteromius stigmasemion (Fowler, 1936) — Центральна Африка. Середовище: прісна вода. Раніше Barbus stigmasemion.
- Enteromius stigmatopygus (Boulenger, 1903) — Африка. Середовище: прісна вода. Раніше Barbus stigmatopygus.
- Enteromius subinensis (Hopson, 1965) — Гана. Середовище: прісна вода. Раніше Barbus subinensis.
- Enteromius sublineatus (Daget, 1954) — Західна Африка. Середовище: прісна вода. Раніше Barbus sublineatus.
- Enteromius sylvaticus (Loiselle & Welcomme, 1971) — Західна Африка. Середовище: прісна вода. Раніше Barbus sylvaticus.
- Enteromius syntrechalepis (Fowler, 1949) — Центральна Африка. Середовище: прісна вода. Раніше Barbus syntrechalepis.
- Enteromius taeniopleura (Boulenger, 1917) — Східна Африка. Середовище: прісна вода. Раніше Barbus taeniopleura.
- Enteromius taeniurus (Boulenger, 1903) — Західна Африка. Середовище: прісна вода. Раніше Barbus taeniurus.
- Enteromius tanapelagius (Graaf, Dejen, Sibbing & Osse, 2000) — оз. Тана, Ефіопія. Середовище: прісна вода. Раніше Barbus tanapelagius.
- Enteromius tangandensis (Jubb, 1954) — Південна Африка. Середовище: прісна вода. Раніше Barbus tangandensis.
- Enteromius tegulifer (Fowler, 1936) — Західна Африка: р. Крібі, Камерун. Середовище: прісна вода. Раніше Barbus tegulifer.
- Enteromius tetrastigma (Boulenger, 1913) — Центральна Африка. Середовище: прісна вода. Раніше Barbus tetrastigma.
- Enteromius thamalakanensis (Fowler, 1935) — Південна Африка. Середовище: прісна вода. Раніше Barbus thamalakanensis.
- Enteromius thysi (Trewavas, 1974) — Західна Африка: Камерун та Фернандо По (о-в Біоко). Середовище: прісна вода. Раніше Barbus thysi.
- Enteromius tiekoroi (Lévêque, Teugels & Thys van den Audenaerde, 1987) — Західна Африка. Середовище: прісна вода. Раніше Barbus tiekoroi.
- Enteromius tomiensis (Fowler, 1936) — Центральна Африка. Середовище: прісна вода. Раніше Barbus tomiensis.
- Enteromius tongaensis (Rendahl, 1935) — Північно-східна Африка. Середовище: прісна вода. Раніше Barbus tongaensis.
- Enteromius toppini (Boulenger, 1916) — Південно-східна Африка Африка. Середовище: прісна вода. Раніше Barbus toppini.
- Enteromius traorei (Lévêque, Teugels & Thys van den Audenaerde, 1987) — Кот-д'Івуар, Західна Африка. Середовище: прісна вода. Раніше Barbus traorei.
- Enteromius treurensis (Groenewald, 1958) — Південна Африка. Середовище: прісна вода. Раніше Barbus treurensis.
- Enteromius trimaculatus (Peters, 1852) — Південна Африка. Середовище: прісна вода. Раніше Barbus trimaculatus.
- Enteromius trinotatus (Fowler, 1936) — Центральна Африка. Середовище: прісна вода. Раніше Barbus trinotatus.
- Enteromius trispiloides (Lévêque, Teugels & Thys van den Audenaerde, 1987) — Ліберія, Західна Африка. Середовище: прісна вода. Раніше Barbus trispiloides.
- Enteromius trispilomimus (Boulenger, 1907) — Західна Африка. Середовище: прісна вода. Раніше Barbus trispilomimus.
- Enteromius trispilopleura (Boulenger, 1902) — Східна Африка. Середовище: прісна вода. Раніше Barbus trispilopleura.
- Enteromius trispilos (Bleeker, 1863) — Західна Африка. Середовище: прісна вода. Раніше Barbus trispilos.
- Enteromius turkanae (Hopson & Hopson, 1982) — оз. Туркана. Середовище: прісна вода. Раніше Barbus turkanae.
- Enteromius unitaeniatus (Günther, 1866) — Південна Африка. Середовище: прісна вода. Раніше Barbus unitaeniatus.
- Enteromius urostigma (Boulenger, 1917) — Східна Африка. Середовище: прісна вода. Раніше Barbus urostigma.
- Enteromius usambarae (Lönnberg, 1907) — Танзанія, Східна Африка. Середовище: прісна вода. Раніше Barbus usambarae.
- Enteromius vanderysti (Poll, 1945) — Центральна Африка. Середовище: прісна вода. Раніше Barbus vanderysti.
- Enteromius venustus (Bailey, 1980) — Східна Африка. Середовище: прісна вода. Раніше Barbus venustus.
- Enteromius viktorianus (Lohberger, 1929) — Східна Африка: Басейн оз. Вікторія. Середовище: прісна вода. Раніше Barbus viktorianus.
- Enteromius viviparus (Weber, 1897) — Південно-східна Африка Африка. Середовище: прісна вода. Раніше Barbus viviparus.
- Enteromius walkeri (Boulenger, 1904) — Західна Африка. Середовище: прісна вода. Раніше Barbus walkeri.
- Enteromius wellmani (Boulenger, 1911) — Південна Африка. Середовище: прісна вода. Раніше Barbus wellmani.
- Enteromius yeiensis (Johnsen, 1926) — Східна та Західна Африка. Середовище: прісна вода. Раніше Barbus yeiensis.
- Enteromius yongei (Whitehead, 1960) — Східна Африка: Басейн оз. Вікторія. Середовище: прісна вода. Раніше Barbus yongei.
- Enteromius zalbiensis (Blache & Miton, 1960) — Чад та Камерун. Середовище: прісна вода. Раніше Barbus zalbiensis.
- Enteromius zanzibaricus (Peters, 1868) — Східна Африка. Середовище: прісна вода. Раніше Barbus zanzibaricus.
- Labeobarbus acuticeps (Matthes, 1959) — Руанда та Бурунді. Середовище: прісна вода. Раніше Barbus acuticeps.
- Labeobarbus alluaudi (Pellegrin, 1909) — Східна Африка. Середовище: прісна вода. Раніше Barbus alluaudi.
- Labeobarbus altianalis (Boulenger, 1900) — Східна Африка. Середовище: прісна вода. Раніше Barbus altianalis.
- Labeobarbus bynni (Forsskål, 1775) — Північно-східна Африка. Середовище: прісна вода. Раніше Barbus bynni.
- Labeobarbus claudinae (De Vos & Thys van den Audenaerde, 1990) — Східна Африка. Середовище: прісна вода. Раніше Barbus claudinae.
- Labeobarbus dartevellei (Poll, 1945) — Центральна Африка. Середовище: прісна вода. Раніше Barbus dartevellei.
- Labeobarbus ensis (Boulenger, 1910) — Південна Африка. Середовище: прісна вода. Раніше Barbus ensis.
- Labeobarbus ethiopicus (Zolezzi, 1939) — Ефіопія. Середовище: прісна вода. Раніше Barbus ethiopicus.
- Labeobarbus fasolt (Pappenheim, 1914) — Центральна Африка. Середовище: прісна вода. Раніше Barbus fasolt.
- Labeobarbus gananensis (Vinciguerra, 189)5 — Сомалі. Середовище: прісна вода. Раніше Barbus gananensis.
- Labeobarbus gestetneri (Banister, & Bailey 1979) — Центральна Африка. Середовище: прісна вода. Раніше Barbus gestetneri.
- Labeobarbus girardi (Boulenger, 1910) — Ангола. Середовище: прісна вода. Раніше Barbus girardi.
- Labeobarbus gruveli (Pellegrin, 1911) — Західна Африка. Середовище: прісна вода. Раніше Barbus gruveli.
- Labeobarbus gulielmi (Boulenger, 1910) — Ангола. Середовище: прісна вода. Раніше Barbus gulielmi.
- Labeobarbus huloti (Banister, 1976) — Східна Африка. Середовище: прісна вода. Раніше Barbus huloti.
- Labeobarbus humphri (Banister, 1976) — Демократична Республіка Конго. Середовище: прісна вода. Раніше Barbus humphri.
- Labeobarbus iturii (Holly, 1929) — Демократична Республіка Конго. Середовище: прісна вода. Раніше Barbus iturii.
- Labeobarbus jubbi (Poll, 1967) — Центральна Африка. Середовище: прісна вода. Раніше Barbus jubbi.
- Labeobarbus lagensis (Günther, 1868) — Нігерія та Гана. Середовище: прісна вода. Раніше Barbus lagensis.
- Labeobarbus longifilis (Pellegrin, 1935) — Африка. Середовище: прісна вода. Раніше Barbus longifilis.
- Labeobarbus macroceps (Fowler, 1936) — Центральна Африка. Середовище: прісна вода. Раніше Barbus macroceps.
- Labeobarbus macrolepis (Pfeffer, 1889) — Східна Африка. Середовище: прісна вода. Раніше Barbus macrolepis.
- Labeobarbus mawambiensis (Steindachner, 1911) — Центральна Африка. Середовище: прісна вода. Раніше Barbus mawambiensis.
- Labeobarbus microbarbis (David & Poll, 1937) — Руанда, Африка. Середовище: прісна вода. Раніше Barbus microbarbis.
- Labeobarbus microterolepis (Boulenger, 1902) — Ефіопія. Середовище: прісна вода. Раніше Barbus microterolepis.
- Labeobarbus mirabilis (Pappenheim, 1914) — Демократична Республіка Конго. Середовище: прісна вода. Раніше Barbus mirabilis.
- Labeobarbus nanningsi (de Beaufort, 1933) — Ангола. Середовище: прісна вода. Раніше Barbus nanningsi.
- Labeobarbus osseensis (Nagelkerke & Sibbing, 2000) — оз. Тана, Ефіопія. Середовище: прісна вода. Раніше Barbus osseensis.
- Labeobarbus oxyrhynchus (Pfeffer, 1889) — Східна Африка. Середовище: прісна вода. Раніше Barbus oxyrhynchus.
- Labeobarbus pagenstecheri (Fischer, 1884) — Східна Африка. Середовище: прісна вода. Раніше Barbus pagenstecheri.
- Labeobarbus parawaldroni (Lévêque, Thys van den Audenaerde & Traoré, 1987) — Західна Африка. Середовище: прісна вода. Раніше Barbus parawaldroni.
- Labeobarbus petitjeani (Daget, 1962) — Західна Африка. Середовище: прісна вода. Раніше Barbus petitjeani.
- Labeobarbus platyrhinus (Boulenger, 1900) — Східна Африка. Середовище: прісна вода. Раніше Barbus platyrhinus.
- Labeobarbus rhinophorus (Boulenger, 1910) — Ангола. Середовище: прісна вода. Раніше Barbus rhinophorus.
- Labeobarbus rosae (Boulenger, 1910) — Південна Африка. Середовище: прісна вода. Раніше Barbus rosae.
- Labeobarbus ruasae (Pappenheim, 1914) — Руанда, Східна Африка. Середовище: прісна вода. Раніше Barbus ruasae.
- Labeobarbus sacratus (Daget, 1963) — Західна Африка. Середовище: прісна вода. Раніше Barbus sacratus.
- Labeobarbus somereni (Boulenger, 1911) — Східна Африка. Середовище: прісна вода. Раніше Barbus somereni.
- Labeobarbus stappersii (Boulenger, 1915) — Демократична Республіка Конго. Середовище: прісна вода. Раніше Barbus stappersii.
- Labeobarbus trachypterus (Boulenger, 1915) — Центральна Африка. Середовище: прісна вода. Раніше Barbus trachypterus.
- Labeobarbus tropidolepis (Boulenger, 1900) — Басейн оз. Танганьїка. Середовище: прісна вода. Раніше Barbus tropidolepis.
- Labeobarbus urotaenia (Boulenger, 1913) — Центральна Африка. Середовище: прісна вода. Раніше Barbus urotaenia.
- Labeobarbus wurtzi (Pellegrin, 1908) — Західна Африка. Середовище: прісна вода. Раніше Barbus wurtzi.
- Luciobarbus albanicus (Steindachner, 1870) — Південно-східна Європа: Албанія, Греція. Середовище: прісна вода. Раніше Barbus albanicus.
- Luciobarbus barbulus (Heckel, 1847) — Іран, Туреччина та Сирія. Середовище: прісна вода. Раніше Barbus barbulus.
- Luciobarbus callensis (Valenciennes, 1842) — Північно-західна Африка. Середовище: прісна вода. Раніше Barbus callensis.
- Luciobarbus comizo (Steindachner, 1864) — Португалія та Іспанія. Середовище: прісна вода. Раніше Barbus comizo.
- Luciobarbus figuigensis (Pellegrin, 1913) — Африка. Середовище: прісна вода. Раніше Barbus figuigensis.
- Luciobarbus issenensis (Pellegrin, 1922) — Північна Африка. Середовище: прісна вода. Раніше Barbus issenensis.
- Luciobarbus ksibi (Boulenger, 1905) — Північно-західна Африка. Середовище: прісна вода. Раніше Barbus ksibi.
- Luciobarbus lepineyi (Pellegrin, 1939) — Північно-західна Африка. Середовище: прісна вода. Раніше Barbus lepineyi.
- Luciobarbus leptopogon (Schimper, 1834) — Алжир. Середовище: прісна вода. Раніше Barbus leptopogon.
- Luciobarbus longiceps (Valenciennes, 1842) — Євразія. Середовище: прісна вода. Раніше Barbus longiceps.
- Luciobarbus lorteti (Sauvage, 1882) — Туреччина. Середовище: прісна вода. Раніше Barbus lorteti.
- Luciobarbus magniatlantis (Pellegrin, 1919) — Марокко. Середовище: прісна вода. Раніше Barbus magniatlantis.
- Luciobarbus massaensis (Pellegrin, 1922) — Алжир, Марокко, Туніс. Середовище: прісна вода. Раніше Barbus massaensis.
- Luciobarbus nasus (Günther, 1874) — Марокко. Середовище: прісна вода. Раніше Barbus nasus.
- Luciobarbus pallaryi (Pellegrin, 1919) — Північно-західна Африка. Середовище: прісна вода. Раніше Barbus pallaryi.
- Luciobarbus subquincunciatus Günther 1868 — Західна Азія: Системи Тигру та Євфрату. Середовище: прісна вода. Раніше Barbus subquincunciatus.
- Namaquacypris hospes (Barnard, 1938) — Південно-західна Південна Африка. Середовище: прісна вода. Раніше Barbus hospes.
- Sedercypris calidus (Barnard, 1938) — Південь Південної Африки. Середовище: прісна вода. Раніше Barbus calidus.
- Sedercypris erubescens (Skelton, 1974) — Південь Південної Африки. Середовище: прісна вода. Раніше Barbus erubescens.